# Gołębiewo Wielkie
Gołębiewo Wielkie (niem. Groß Golmkau, do 2012 Gołębiewo) – wieś w północnej Polsce położona w województwie pomorskim, w powiecie gdańskim, w gminie Trąbki Wielkie przy drodze wojewódzkiej nr 222.
W latach 1975–1998 miejscowość administracyjnie należała do województwa gdańskiego.
W 2012 r. przywrócono urzędowo dawną nazwę miejscowości – Gołębiewo Wielkie.
W miejscowości znajduje się strzelnica sportowa.